# Scopula sticticata
Scopula sticticata är en fjärilsart som beskrevs av W. Warren 1901. Scopula sticticata ingår i släktet Scopula och familjen mätare. Inga underarter finns listade.